# Rhyton

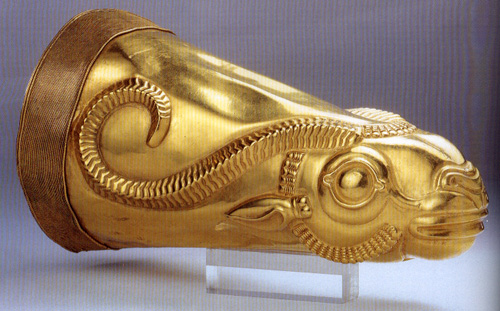
Rhyton en or achéménide découvert sur le site d'Ecbatane
(musée national d'Iran).

Un rhyton (du grec ancien ῥυτόν, « vase à boire en forme de corne », dérivé du verbe ῥεῖν, « couler ») est un vase en terre cuite ou en métal mesurant environ 25 centimètres de hauteur qui se présente sous la forme d'une corne à une anse, comportant une ouverture de fond par laquelle le liquide (presque toujours du vin) s'écoule et dont l'extrémité se termine par une tête animale ou humaine. Il a été essentiellement fabriqué par les Thraces et les Romains au cours des VIe et Ve siècles av. J.-C. et par la Perse (appelé takouk, تکوک), puis s'est répandu dans l'espace hellénistique.
Il était utilisé pour boire, mais aussi pour certaines cérémonies et rituels religieux, lors de libations. Au IIIe siècle av. J.-C., Chaméléon d'Héraclée et Théophraste, dans leur Traité de l’ivresse, écrivent que le vase nommé rhyton ne se donne qu'aux héros.
On retrouve aussi des rhytons dans différents lieux de cultes en Crète (périodes propalatiales/ Minoenne). On en trouve aussi dans tout le Moyen Orient ancien et dans les steppes, et jusqu'en Corée à l'époque des Trois Royaumes aux Ve – VIe siècles, dans la confédération de Gaya.
Il semble que ce soit en Anatolie, au début du IIe millénaire à l'époque des comptoirs assyriens, que les premiers vases zoomorphes aient été fabriqués (Musée du Louvre, ca. 1884). Mais c'est à partir du VIIIe siècle avant notre ère que ce type de vase connaît un grand succès en Assyrie, comme le montrent les reliefs du Dur-Sharrukin, le palais de Sargon à Khorsabad.

Rhytons
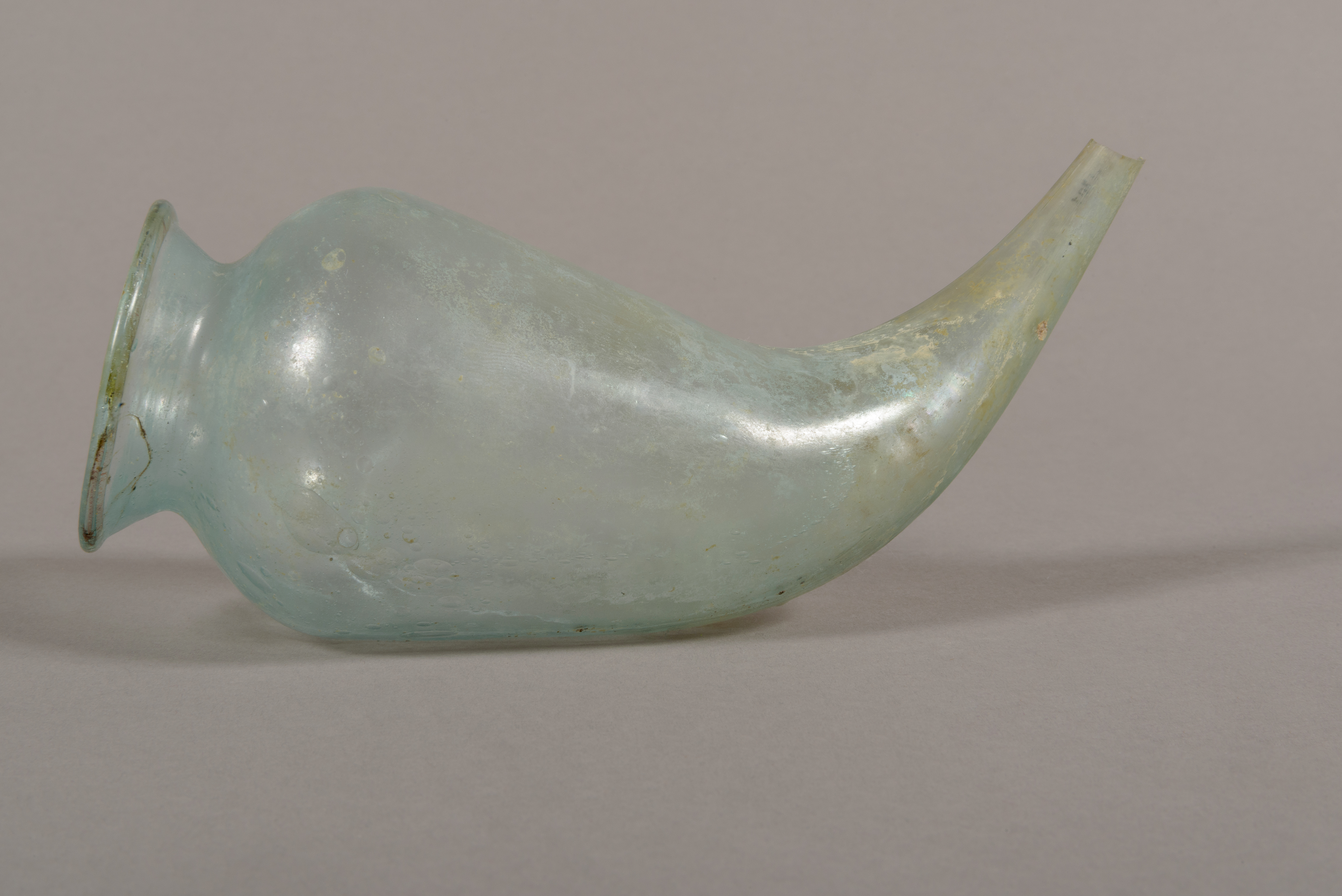
Rhyton en verre (musée Calvet, Avignon).
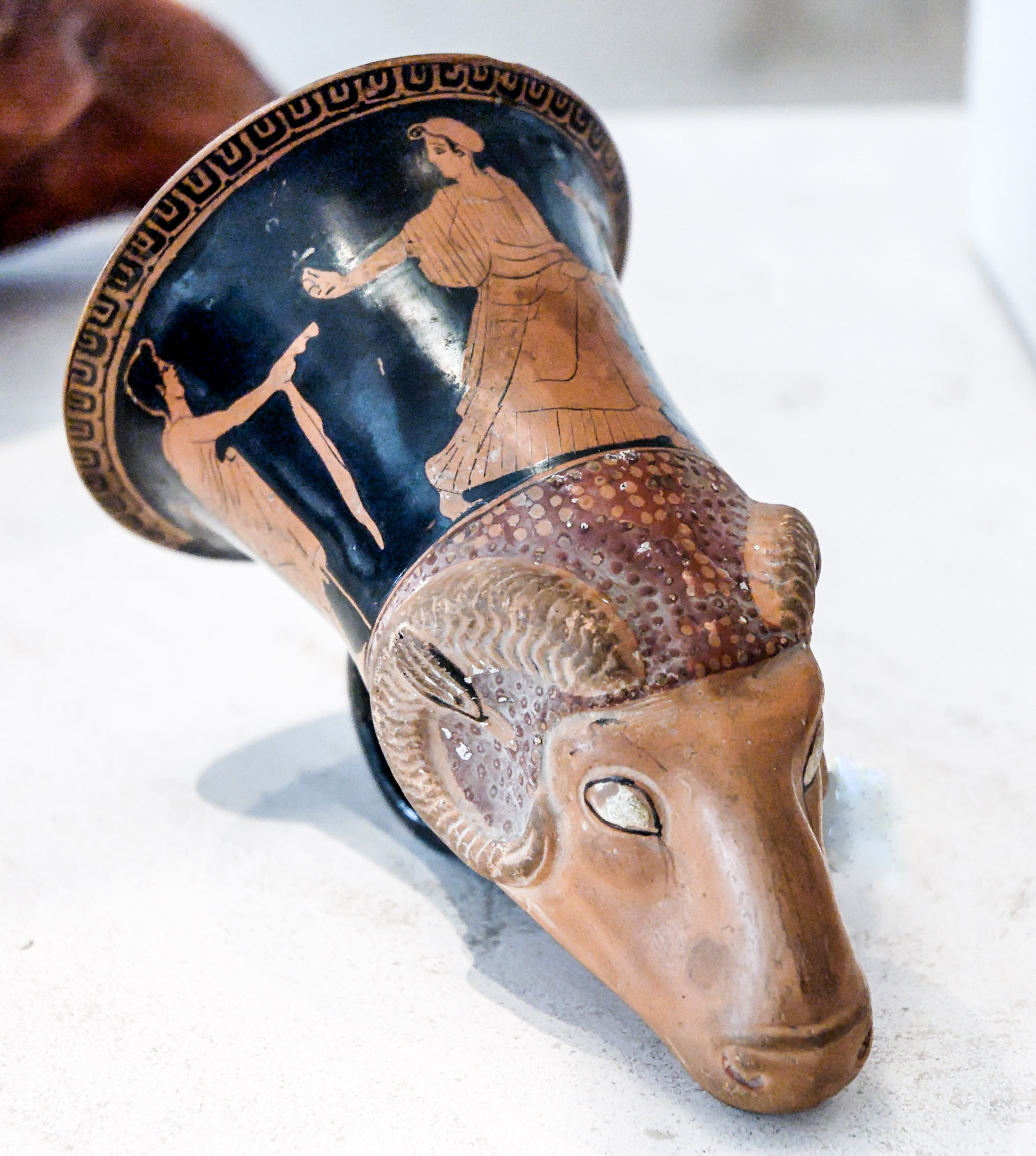
Terre cuite par Sotadès (potier), vers 460 av. J.-C. (Petit Palais, Paris).
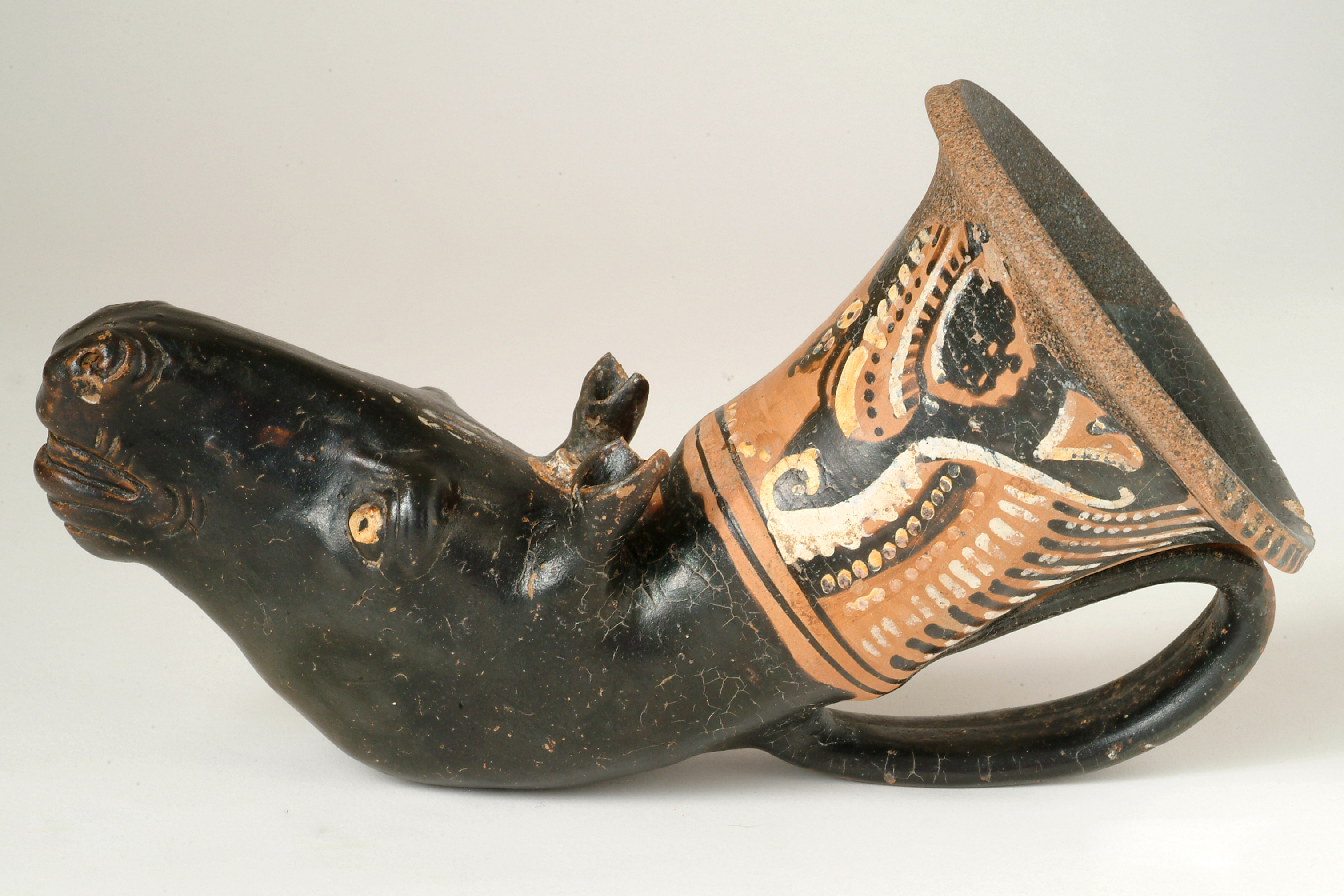
Terre cuite, entre 340 et 320 av. J.-C. (musée Saint-Raymond, Toulouse).
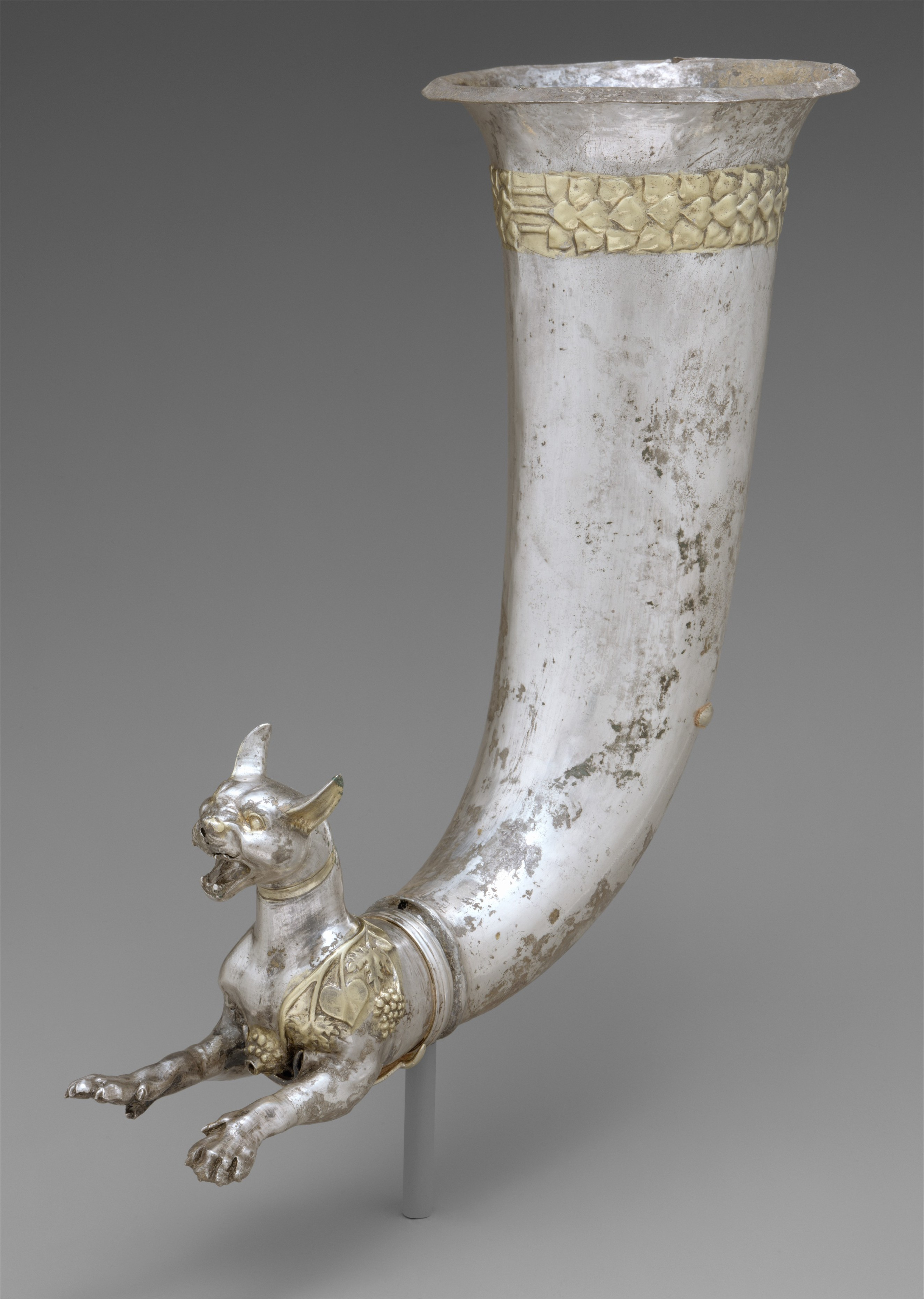
Orfèvrerie, Ier siècle av. J.-C. (Metropolitan Museum, New York).

## Sources et références
- Athénée, Deipnosophistes [détail des éditions] (lire en ligne) (livre XI)

1. ↑  [Treuil et al.] R. Treuil, P. Darcques, J.-C. Poursat et G. Touchais, Les civilisations égéennes du néolithique et de l'âge du bronze, éd. PUF, coll. « Nouvelle Clio », p. 150.
2. ↑  « Rhyton (corne à boire) à protome de gazelle », musée du Louvre, Département des Antiquités orientales : Iran, sur louvre.fr (consulté le 28 décembre 2019).